# Тисавашварі
Тисавашварі (угор. Tiszavasvári) — місто в медьє Саболч-Сатмар-Береґ в Угорщині.

## Населення
Місто займає площу 126,59 км², там проживає 12 833 жителів (за даними 2010 року). За даними 2001 року, серед жителів міста 91 % — угорці, 9 % — цигани.

## Розташування
Місто Тисавашварі знаходиться приблизно за 26 км на захід від міста Ньїредьгаза. У місті є залізнична станція. У місті закінчується автодорога 36.

## Історія
Попередник міста село Тисабюд було засноване українцями греко-католиками. На «Етнографічній карті Австрійської монархії» 1855 року Карла Черніга село позначене зі змішаним угорсько-русинським населенням. Місто було утворено з двох поселень Тисабюд і Сентміхай. У 1941 році об'єднане поселення отримало назву Бюдсентміхай, а в 1952 році перейменовано в Тисавашварі. У 1986 році Тисавашварі отримало статус міста.
| Угорщина | Це незавершена стаття з географії Угорщини. Ви можете допомогти проєкту, виправивши або дописавши її. |